# Frantz Gilles
Frantz Gilles (ur. 1 listopada 1977 w Léogâne) – haitański piłkarz występujący na pozycji obrońcy.

## Kariera klubowa
Gilles karierę rozpoczynał w zespole AS Cavaly. W 2001 roku odszedł do drużyny Zénith, ale w 2002 roku wrócił do AS Cavaly. W sezonie 2007 wywalczył z nim mistrzostwo fazy Fermeture (sezon zamknięcia). W 2016 roku zakończył karierę.

## Kariera reprezentacyjna
W reprezentacji Haiti Gilles zadebiutował w 2000 roku. W 2002 roku zagrał w dwóch pojedynkach Złotego Pucharu CONCACAF: z Kanadą (0:2) i Ekwadorem (2:0). Haiti dotarło w tamtym turnieju do ćwierćfinału.
W 2007 roku ponownie znalazł się w drużynie na Złoty Puchar CONCACAF. Wystąpił na nim w spotkaniach z Gwadelupą (1:1), Kostaryką (1:1) oraz Kanadą (0:2). Z tamtego turnieju Haiti odpadło po fazie grupowej.
W 2009 roku Gilles po raz trzeci został powołany do kadry na Złoty Puchar CONCACAF. Zagrał na nim w meczach z Hondurasem (0:1), Grenadą (2:0), Stanami Zjednoczonymi (2:2) i Meksykiem (0:4), a Haiti zakończyło turniej na ćwierćfinale.
W latach 2000–2010 w drużynie narodowej rozegrał 77 spotkań i zdobył 1 bramkę.